# Spoorbrug in de Burgemeester Stramanweg
De Spoorbrug in de Burgemeester Stramanweg is een bouwkundig kunstwerk in Amsterdam-Zuidoost. Het overspant de Burgemeester Stramanweg aansluitend aan Brug 1976. Op deze plaats ligt al sinds 1938 een brug maar toen was het een wegviaduct over de spoorlijn. 

## Geschiedenis

### Overweg
De Ouderkerkerlaan en in het verlengde de Diemerlaan was de oorspronkelijk route van Amstelveen naar Ouderkerk aan de Amstel en verder naar Diemen. De spoorlijn Amsterdam-Utrecht werd ter hoogte van Stopplaats Duivendrecht schuin met een overweg gekruist die lag op ongeveer de plek waar nu de noordelijke toegang van metrostation Strandvliet ligt, op de grens van de gemeente Ouder-Amstel en Weesperkarspel.  

### Wegviaduct
In 1938 werd de spoorbaan als gevolg van de Spoorwegwerken Oost tussen Duivendrecht en het nieuwe Amstelstation verhoogd. Omdat de stopplaats Duivendrecht maar een gering aantal reizigers telde werd deze stopplaats op 15 mei 1938 gesloten omdat het te kostbaar was een nieuwe stopplaats aan de verhoogde baan te bouwen. Ter vervanging van de oude route over de Ouderkerkerlaan en Diemerlaan werd na de opening in 1939 van de Brug Ouderkerk in 1939 iets zuidelijker een nieuwe Provinciale weg geopend die Schiphol met Amstelveen, Ouderkerk aan de Amstel en Diemen verbond. Gezien de voorziene verkeersdrukte besloot men om de weg niet met een overweg de ter plekke viersporige spoorbaan te laten kruisen maar met een viaduct. Dit viaduct met aan beide kanten een talud had vier pijlers.

### Eerste spoorviaducten
In 1966 werd  de gemeente Weesperkarspel geannexeerd door de gemeente Amsterdam. In de jaren zeventig werd samen met de aanleg van de Oostlijn van de Amsterdamse metro de spoorbaan tussen Duivendrecht en vlak voor Abcoude verhoogd waarbij het wegviaduct moest verdwijnen. De Burgemeester Stramanweg werd nu onder een spoorviaduct doorgevoerd dat bestond uit twee viaducten. Het oostelijk viaduct met twee vierkante pijlers had een trein en een metrospoor aan de binnenkant. Het westelijk viaduct had twee treinsporen en een metrospoor aan de binnenkant en had drie ronde pijlers. De verhoogde spoorbaan werd eind maart 1976 geopend. Deze situatie bleef nog geen 26 jaar bestaan.

### Huidige spoorviaducten
In de jaren 2002-2007 werd de spoorbaan in het kader van de viersporigheid verbreed van vijf naar negen sporen (inclusief 2 metrosporen) en werd het spoorviaduct uitgebreid en aangepast. In totaal liggen er in 2022 zes viaducten:
- Het meest oostelijke viaduct heeft een treinspoor voor doorgaande intercity's naar Amsterdam Amstel
- Het tweede viaduct sluit aan op het viaduct van de Utrechtboog voor intercity's
- Het derde viaduct heeft een treinspoor voor sprinters en een metrospoor stadinwaarts
- Het vierde viaduct heeft een metrospoor staduitwaarts en een treinspoor voor sprinters
- Het vijfde viaduct sluit vanaf het viaduct van de Utrechtboog aan voor intercity's
- Het zesde en westelijke viaduct kent twee treinsporen, het binnenste voor doorgaande intercity's uit Amsterdam Amstel en het buitenste spoor is afkomstig van de verbindingsbaan uit de Watergraafsmeer en wordt ook gebruikt door voetbaltreinen afkomstig uit Halte Amsterdam ArenA.

De Burgemeester Stramanweg kent onder het viaduct twee rijbanen met een afscheiding met paaltjes. In tegenstelling tot het eerste viaduct is er geen fietspad meer.
Abcouderpadspoorbrug ·
AMC-Padspoorbrug ·
Amstelveensewegspoorbrug ·
Anderlechtspoorbrug ·
Arlandaspoorbrug ·
Basiswegspoorviaduct Oost ·
Basiswegspoorviaduct West ·
Beethovenspoorbrug ·
Ben Viljoenspoorbrug ·
Beukenwegspoorbrug ·
Bonispoorbrug ·
Bos en Lommerspoorbrug ·
Spoorbrug in de Burgemeester Stramanweg · 
Bullewijkspoorbrug ·
Carrascospoorviaduct ·
Celebesspoorbrug ·
Comeniusspoorbrug ·
Czaar Peterspoorbrug ·
Cruquiusspoorbrug ·
Dalsteinbrug ·
Domselaerspoorbrug ·
Erasmusspoorbrug ·
Europaboulevardspoorbrug ·
Frans de Wollantsspoorbrug ·
Gaasperdammerspoorbrug ·
Haarlemmerwegspoorbrug ·
Heemstedespoorbrug ·
Hemsterhuisspoorbrug ·
Henk Sneevlietspoorbrug ·
Hoogoorddreefspoorbrug ·
Houtmanspoorbrug ·
Houttuinenspoorbrug ·
Insulindespoorbrug ·
Jan Evertsenspoorbrug ·
Jan van Galenspoorbrug ·
Johan Huizingaspoorbrug ·
Kabelwegspoorbrug ·
Karspeldreefspoorbrug ·
Kastrupspoorbrug ·
Kattenburgerspoorbrug ·
Korte Prinsengrachtspoorbrug ·
Kruislaanspoorbrug ·
Lelylaanspoorbrug ·
Linnaeuskadespoorbrug ·
Linneausstraatspoorbrug ·
Meibergpadspoorbrug ·
Molukkenspoorbrug ·
Mr. Treubspoorbrug ·
Museumlijnspoorbrug ·
Nieuwegeinspoorbrug ·
Nieuwe Haagsespoorbrug ·
Noordzeewegspoorbrug ·
Omvalspoorbrug ·
Oostertoegangsspoorbrug ·
Oosterdoksspoorbrug ·
Overbrakerspoorbrug ·
Overzichtspoorbrug ·
Pablo Nerudaspoorbrug West ·
Pablo Nerudaspoorbrug Oost ·
Parnassusspoorbrug ·
Piarcospoorviaduct ·
Pieter Calandspoorbrug ·
Planciusspoorbrug ·
Ringdijkspoorbrug ·
Robert Fruinspoorbrug ·
Rozenoordspoorbrug ·
Schinkelspoorbrug ·
Seinewegspoorbrug Noord ·
Seinewegspoorbrug Zuid ·
Sloterdijkerwegspoorweg ·
Solitudolaanspoorbrug ·
Spaarndammerspoorbrug ·
Strandvlietspoorbrug ·
Tafelbergspoorbrug ·
Tjepmaspoorbrug ·
Transformatorwegspoorbrug ·
Van Swindenspoorbrug ·
Vlaardingenspoorbrug ·
Westerdoksdijkspoorbrug ·
Westertoegangsspoorbrug ·
Wibautspoorbrug ·
Wiltzanghspoorbrug ·
Wijttenbachspoorbrug ·
Zaandijkspoorbrug ·
Zaventemspoorbrug ·
Zeeburgerdijkspoorbrug ·
Zeeburgerpadspoorbrug